# The Day Dragged On
Albums de Dragon Ash
Public Garden
(1997)
The Day Dragged On (ザ・デイ・ドラッグド・オン) est le premier EP du groupe de rock japonais Dragon Ash, sorti le 21 février 1997 au Japon.

## Liste des titres
| No | Titre                                                                 | Durée |
| -- | --------------------------------------------------------------------- | ----- |
| 1. | The Day Dragged On                                                    | 2:12  |
| 2. | Siva                                                                  | 4:03  |
| 3. | Tenshi no Rokku (天使ノロック)                                        | 2:49  |
| 4. | Chime                                                                 | 4:54  |
| 5. | Cherunobuiru ni Kanashii Ame ga Furu (チェルノブイリに悲しい雨が降る) | 2:37  |
| 6. | Realism                                                               | 3:33  |
| 7. | Hitsuji o Kazoete mo Yoru wa Owaranai (羊を数えても夜は終わらない)    | 2:38  |
| 8. | Fake X Life                                                           | 3:42  |
| 9. | Normal (piste cachée)                                                 | 1:55  |